# Instituto de Educación Superior Tecnológico Público Alto Mayo
El Instituto Superior Técnologico Público Alto Mayo (ISTPAL) es un centro de educación superior; fundada en la ciudad de Moyobamba el 20 de febrero de 1986 durante el gobierno del presidente Alan García Pérez.
El instituto es considerado una de las instituciones educativas más importantes del Alto Mayo, su matrícula inscrita de más de 800 alumnos en sus 10 programas educativos impartidos en sus 4 unidades académicas. Es una de las instituciones técnicas públicas de la zona del Alto Mayo y la Región San Martín.[cita requerida]